# الموثوقية الهيكلية

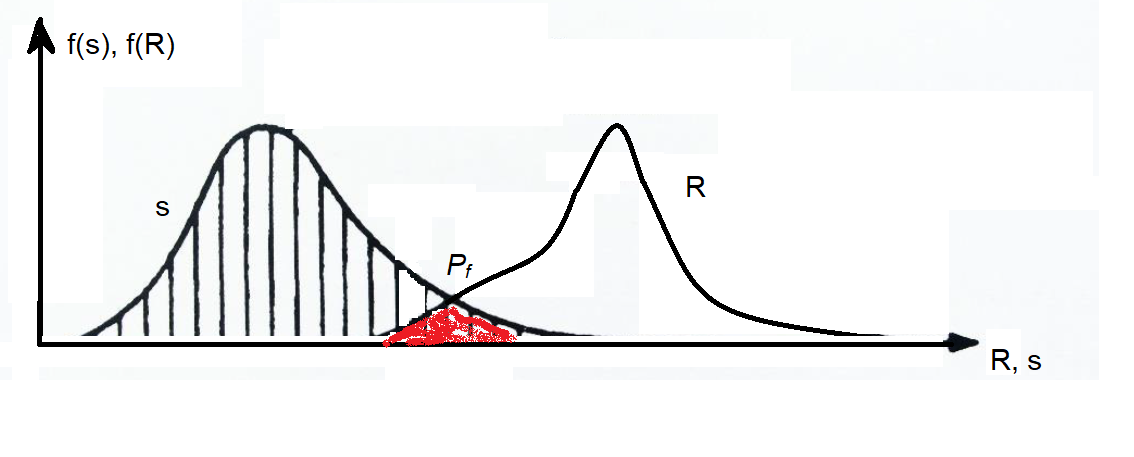
يحدث الفشل عندما تكون الأحمال (s) أكبر من المقاومة (R)

الموثوقية الهيكلية (بالإنجليزية: Structural reliability)‏ تتعلق بتطبيق نظريات هندسة الموثوقية على المباني، وبشكل أعم، التحليل الهيكلي. وهو مقياس احتمالي للسلامة الهيكلية. يتم تعريف موثوقية (بالإنجليزية: Reliability)‏ الهيكل على أنه احتمال متمم الفشل(بالإنجليزية: Failure)‏: {\displaystyle ({\text{Reliability}}=1-{\text{Probability of Failure}})}. يحدث الفشل عندما يكون الحمل الكلي المطبق أكبر من المقاومة الكلية للهيكل. أصبحت الموثوقية الهيكلية معروفة باسم فلسفة التصميم في القرن الحادي والعشرين، وقد تحل محل الطرق الحتمية التقليدية للتصميم والصيانة.

## نظرية
في دراسات الموثوقية الهيكلية، يتم تصنيف كل من الأحمال والمقاومة كمتغيرات احتمالية. باستخدام هذا النهج يتم حساب احتمالية فشل الهيكل. عندما تكون الأحمال والمقاومات واضحة ولديها وظيفة مستقلة خاصة بها ، يمكن صياغة احتمال الفشل على النحو التالي.
{\displaystyle P_{f}=\int _{0}^{\infty }F_{R}(s)f_{s}(s)\,ds\qquad \mathrm {(1)} }
حيث {\displaystyle P_{f}} هو احتمال الفشل، {\displaystyle F_{R}(s)} هي دالة التوزيع التراكمي للمقاومة (R)، و {\displaystyle f_{s}(s)} هي كثافة الاحتمال للحمل (S).
ومع ذلك، في معظم الحالات، يكون توزيع الأحمال والمقاومة غير مستقل و يتم تحديد احتمالية الفشل من خلال الصيغة العامة التالية.
{\displaystyle P_{f}=\int \int \int _{G(X)}f_{X}(X)\,dX\qquad \mathrm {(2)} }
حيث 𝑋 هي متجه المتغيرات الأساسية، و G (X) الذي يطلق عليه هو أن وظيفة حالة الحد يمكن أن تكون خطًا أو سطحًا أو وحدة تخزين يتم أخذ التكامل بها على سطحه.

## نهج الحل

### حلول تحليلية
في بعض الحالات عندما يتم التعبير عن الحمل والمقاومة بشكل صريح (مثل المعادلة (1) أعلاه) ، وتكون توزيعاتها طبيعية، فإن تكامل المعادلة (1) يحتوي على حل مغلق الشكل على النحو التالي.
{\displaystyle p_{f}=1-\Phi (\beta )}، {\displaystyle \beta ={\frac {\mu _{R}-\mu _{S}}{\sqrt {\sigma _{R}^{2}+\sigma _{S}^{2}}}}\qquad \mathrm {(3)} }

### طريقة مونت كارلو
في معظم الحالات، لا يتم توزيع مقاومة الحمل بشكل طبيعي. لذلك، حل تكامل المعادلتين (1) و (2) من الناحية التحليلية أمر مستحيل. استخدام محاكاة مونت كارلو هو نهج يمكن استخدامه في مثل هذه الحالات.